# Эйлинг, Луиз
Луиз Эйлинг (англ. Louise Ayling; род. 23 октября 1987, Инверкаргилл) — новозеландская гребчиха, выступавшая за сборную Новой Зеландии по академической гребле в 2008—2013 годах. Серебряная призёрка чемпионата мира, победительница этапа Кубка мира, участница летних Олимпийских игр в Лондоне.

## Биография
Луиз Эйлинг родилась 23 октября 1987 года в городе Инверкаргилл, Новая Зеландия.
Заниматься академической греблей начала в 2002 году, проходила подготовку в местном гребном клубе Waihopai Rowing Club.
Дебютировала на взрослом международном уровне в сезоне 2008 года, когда вошла в состав новозеландской национальной сборной и в парных двойках лёгкого веса заняла девятое место на этапе Кубка мира в Люцерне.
В 2009 году в той же дисциплине стала восьмой на молодёжном мировом первенстве в Рачице.
В 2010 году в лёгких одиночках завоевала серебряную медаль на домашнем взрослом чемпионате мира в Карапиро, уступив в решающем финальном заезде только титулованной немке Мари-Луизе Дрегер.
В 2011 году в лёгких парных двойках была седьмой на этапе Кубка мира в Люцерне и шестой на мировом первенстве в Бледе.
В 2012 году одержала победу на этапе Кубка мира в Мюнхене, стала серебряной призёркой на этапе в Люцерне и благодаря череде удачных выступлений удостоилась права защищать честь страны на летних Олимпийских играх в Лондоне. На Играх стартовала в программе двоек парных лёгкого веса вместе с напарницей Джулией Эдвард — сумела квалифицироваться лишь в утешительный финал В и расположилась в итоговом протоколе соревнований на девятой строке.
После лондонской Олимпиады Эйлинг ещё в течение некоторого времени оставалась в составе гребной команды Новой Зеландии и продолжала принимать участие в крупнейших международных регатах. Так, в 2013 году в восьмёрках она стала пятой на этапе Кубка мира в Сиднее, в одиночках финишировала шестой на этапе в Люцерне и показала восьмой результат на чемпионате мира в Чхунджу.